# Delia (Italia)
Delia es una comuna siciliana de 4349 habitantes. Su superficie es de 12 km². Su densidad es de 362 hab/km². Forma parte de la región italiana de Sicilia. Esta ciudad está situada en la provincia de Caltanissetta. Las comunas limítrofes son Caltanissetta, Canicattì (AG), y Naro (AG).

## Demografía
| Gráfica de evolución demográfica de Delia entre 1861 y 2001 |
|                                                             |
| Fuente ISTAT - elaboración gráfica de Wikipedia             |